# Мангистауська затока
Мангиста́уська зато́ка (колишня назва Мангишлацька затока; каз. Маңғыстау шығанағы) — затока в північно-східній частині Каспійського моря. Розташована між півостровами Мангистау та Бузачі.
У глибині затоки виділяються також дві дрібніші — Сариташ та Кочак. У західній частині затоки розташовані Тюленячі острови.
Розміри затоки: довжина — приблизно 100 км, ширина при вході — приблизно 70 км. Глибина коливається в межах 10—12 м.
Південний берег високий та стрімкий, східний — низинний. Узимку затока замерзає.